# Saint-Vallier (Saona y Loira)
Saint-Vallier  es una comuna y población de Francia, ubicada en la región de Borgoña, en el departamento de Saona y Loira. Se encuentra en el distrito de Chalon-sur-Saône y cantón de Montceau-les-Mines-Sud.
En el censo de 1999, la población de Saint-Vallier era de 9.541 habitantes. La comuna forma parte de la aglomeración urbana de Montceau-les-Mines.
Además, Saint-Vallier está integrada en la Communauté urbaine Le Creusot-Montceau-les-Mines.

## Demografía
| 10 085 | 10 370 | 10 259 | 10 147 | 9977 | 9541 |
| Para los censos de 1962 a 1999 la población legal corresponde a la población sin duplicidades (Fuente: INSEE [Consultar]) |        |        |        |      |      |